# Charlie Adlard
Charlie Adlar (Shrewsbury, Inglaterra, 4 de agosto de 1966) es un dibujante de cómics conocido por su trabajo en la serie de novelas gráficas The Walking Dead y Savage.

## Biografía
Adlard estudió cine y video en la Escuela de Arte de Maidstone y comenzó su carrera en Reino Unido en White Dead junto a Robbie Morrison, y en la revista 2000 AD con series como Judge Dredd y Armitage. Continuó con su trabajo en la revista con la serie y citada, Savage.
En los Estados Unidos es más conocido por la serie The X-files, Astronauts in trouble y The Walking Dead para Imagen Comics. Ha sido el dibujante de esta última desde el año 2004.
Entre otros trabajos se incluye Mars Attacks, The hellfire Club y Warlock para Marvel Comics; además de Batman: Gotham Knights y Green Lanthern/Green Arrow para DC Comics.
Ilustró la novela gráfica Playing the game, escrita por la ganadora del Premio Nobel, Doris Lessing. 
En 1992, colaboró con el escritor de terror, Guy N. Smith y su obra Crabs' Fury. La primera tirada de la obra se hizo en una edición limitada en 2008, a través de Ghostwriter Publications.
En 2012, Adlard fue uno de los artistas que ilustró para Robert Kirkman la portada alternativa del nº 100 de The Walking Dead que salió a la luz el 11 de julio en la Comic-con de San Diego.

### Versiones
- FutureQuake #5 (trabajo de cubierta, invierno 2005)